# Santiago Cartagena
Santiago Cartagena Albistur (Montevideo, 1º settembre 2002) è un calciatore uruguaiano, centrocampista del Dep. Maldonado.

## Caratteristiche tecniche
È una mezzala molto dinamica, con ottimi tempi di inserimento e dotata di una discreta tecnica. Utilizzabile anche come mediano, viene paragonato al connazionale Nahitan Nández.

## Carriera

### Club
Cresciuto nel settore giovanile del Nacional, ha esordito in prima squadra il 7 settembre 2019 disputando l'incontro di Primera División Profesional vinto 5-1 contro il Cerro, match dove ha trovato anche la sua prima rete. Dieci giorni più tardi ha esordito anche in Coppa Libertadores in occasione del match vinto 1-0 contro il Racing Club.

### Nazionale
Nel 2019 ha partecipato con la nazionale Under-17 uruguaiana al campionato sudamericano di categoria, giocando un incontro.

## Statistiche
Statistiche aggiornate al 29 settembre 2020.

### Presenze e reti nei club
| Stagione        | Squadra         | Campionato      | Campionato | Campionato | Coppe nazionali | Coppe nazionali | Coppe nazionali | Coppe continentali | Coppe continentali | Coppe continentali | Altre coppe | Altre coppe | Altre coppe | Totale | Totale | Totale |
| Stagione        | Squadra         | Comp            | Pres       | Reti       | Comp            | Pres            | Reti            | Comp               | Pres               | Reti               | Comp        | Pres        | Reti        | Pres   | Reti   |        |
| --------------- | --------------- | --------------- | ---------- | ---------- | --------------- | --------------- | --------------- | ------------------ | ------------------ | ------------------ | ----------- | ----------- | ----------- | ------ | ------ | ------ |
| 2020            | Nacional        | PD              | 2          | 1          |                 | -               | -               | CL                 | 2                  | 0                  |             | -           | -           | 4      | 1      |        |
| Totale carriera | Totale carriera | Totale carriera | 2          | 1          |                 | -               | -               |                    | 2                  | 0                  |             | -           | -           | 4      | 1      |        |